# Малий Букрин
Мали́й Букри́н — село в Україні, у Обухівському районі Київської області, центр сільської ради, розташоване за 48 км від залізничної станції Миронівка, за 8 км від пристані Ходорів на Дніпрі. Сільраді підпорядковані села Великий Букрин, Ромашки. Поруч розташований Букринський плацдарм.

## Географія
Селом тече струмок Безіменний.

## Історія
З часів Київської Держави тут збереглися залишки городища XI–XII ст.
Клірові відомості, метричні книги, сповідні розписи церкви св. Михаїла с. Малий Букрин (приписне село* Колесище) Трактомирської волості Богуславського, з 1846 р. Канівського пов. Київської губ. зберігаються в ЦДІАК України. [Архівовано 18 липня 2019 у Wayback Machine.]
рядів та інших боєприпасів з тих часів. Магазин села побудований на німецькому кладовищі, приблизно років 10 тому велися розкопки, перепоховання німецьких солдатів.

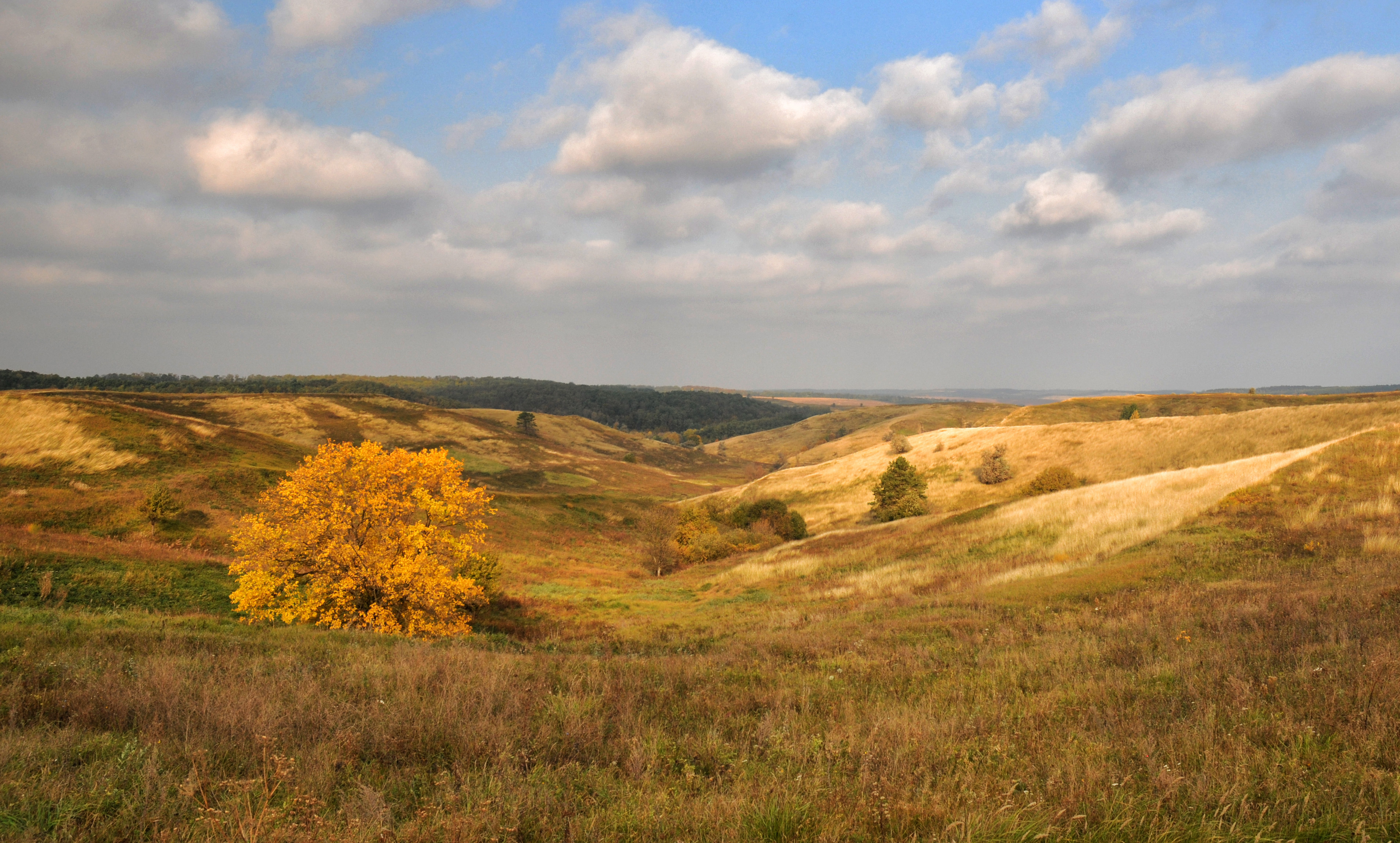
Малобукринська та Грушівська сільські ради, Частина регіонального ландшафтного парку 5000 га

Дуже багато як на землях жителів села Малий Бурин так і на полях селища розорююється копанки, погреби. Є припущення, що ці знахідки були викопані ще за часів панщини. На старовинному кладовищі й до цього часу зберігся козацький хрест другої половини XVIII століття з написом «Андрій Андрійович Могила».
У селі існувала центральна садиба колгоспу ім. Ватутіна, сільськогосподарські угіддя якого становили 1638 га, орні землі — 1380 га. Господарство спеціалізувалося на вирощуванні зернових культур, тваринництві, овочівництві, бджільництві. Землі колгоспу ім. Ватутіна давно здані в оренду, поля засіваються не всі.

## Люди
Населення становить приблизно 220 мешканців, з них більшість пенсіонерів. У Малому Букрині народився український радянський письменник П. В. Гуріненко.